# Кутантал
Кутантал (каз. Қотантал) — село в Чингирлауском районе Западно-Казахстанской области Казахстана. Входит в состав Акбулакского сельского округа. Код КАТО — 276633400.

## Население
В 1999 году население села составляло 288 человек (144 мужчины и 144 женщины). По данным переписи 2009 года, в селе проживало 128 человек (67 мужчин и 61 женщина).